# Bad Sachsa
Bad Sachsa er en by og kommune i det centrale Tyskland med knap 7.400 indbyggere (2013), beliggende i den sydvestlige ende af Harzen under Landkreis Göttingen. Denne landkreis ligger i delstaten Niedersachsen. Bad Sachsa er statsanerkendt kurby og har i sin bykerne en historisk kurpark ved Hindenburgstraße kaldet Vitalpark, der bl.a. indeholder en musikpavillon, en kuranstalt og to muséer. I parken findes også en kunstigt anlagt sø, Schmelzteich.

## Geografi
Kommunen gennemløbes af vandløbet Uffe. Højeste punkt er det 659 meter høje Ravensberg , der ligger omkring 5,5 km nordvest for selve bycenteret.
Kommunen rummer (ud over selve Bad Sachsa) landsbyerne: 
- Neuhof
- Steina
- Tettenborn